# Encyclia gallopavina
Encyclia gallopavina är en orkidéart som först beskrevs av Heinrich Gustav Reichenbach, och fick sitt nu gällande namn av Paulo Campos Porto och Alexander Curt Brade. Encyclia gallopavina ingår i släktet Encyclia och familjen orkidéer. Inga underarter finns listade i Catalogue of Life.